# Pongini
De Pongini zijn een geslachtengroep uit de familie mensachtigen (Hominidae). Deze geslachtengroep bestaat uit twee geslachten, waarvan er nog één levend geslacht is, namelijk de orang-oetans (Pongo).

## Taxonomie
- Geslachtengroep: Pongini (3 soorten)
  - Geslacht: Khoratpithecus †
  -  Geslacht: Pongo (3 soorten)
    - Soort: Pongo abelii (Sumatraanse orang-oetan)
    - Soort: Pongo pygmaeus (Borneose orang-oetan)
    -  Soort: Pongo tapanuliensis (Tapanuli-orang-oetan)